# Dritte Bremsleuchte

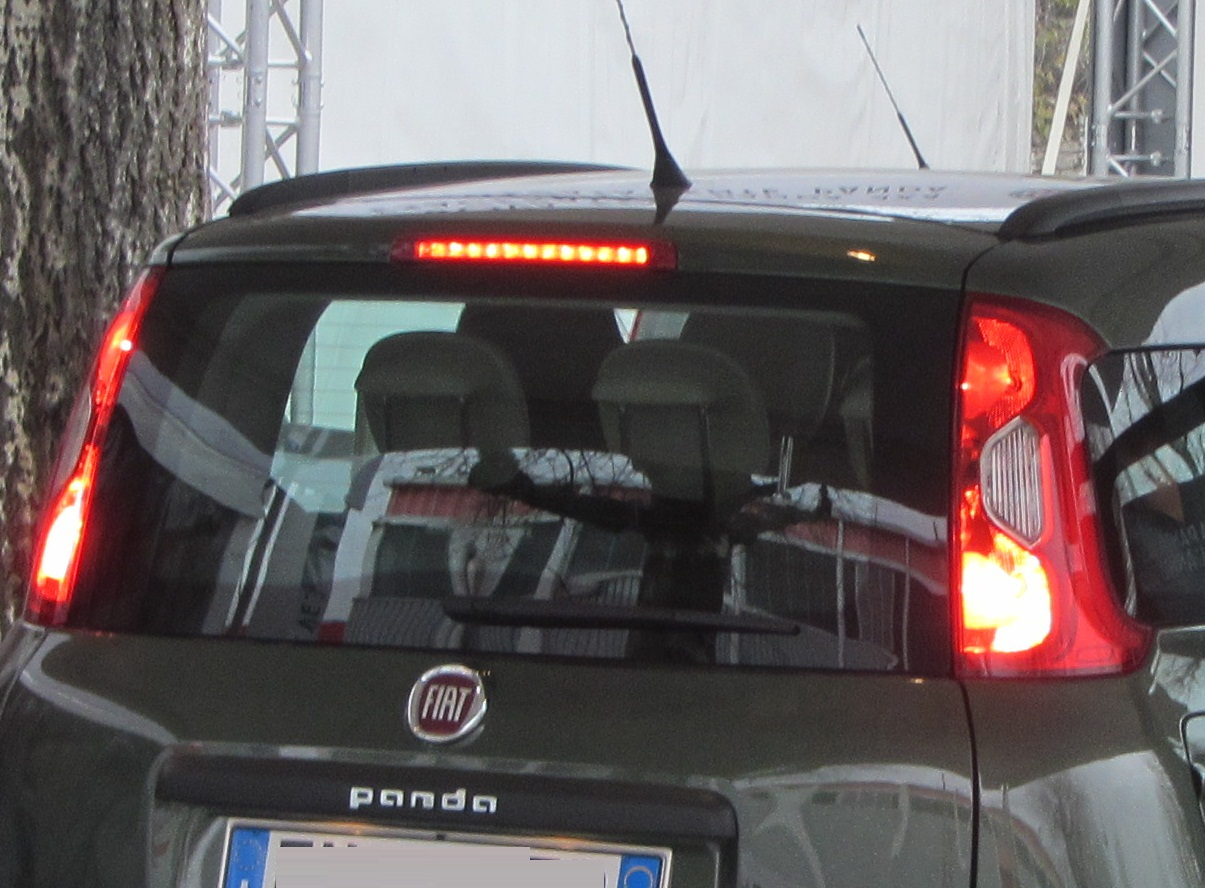
Dritte Bremsleuchte, oben mittig

Als dritte Bremsleuchte, oder auch zentrale Bremsleuchte, wird ein neben den beiden seitlichen Bremsleuchten mittig und höher angebrachtes zusätzliches Bremslicht am Pkw bezeichnet. Die dritte Bremsleuchte besteht aktuell (Stand: 2016) in der Regel aus einer in roter Farbe nach hinten strahlenden LED-Leiste. Bei allen Fahrzeugen der EG-Fahrzeugklasse M1 ist die dritte Bremsleuchte vorgeschrieben, bei anderen mehrspurigen Kraftfahrzeugen ist sie zulässig.

## Geschichte
Die dritte Bremsleuchte wurde bei Neufahrzeugen in den USA bereits 1986 vorgeschrieben. Durch die Einführung der Center High Mounted Stop Lamps (CHMSL) in den USA reduzierten sich die Auffahrunfälle in den ersten Jahren um 8,5 Prozent und in folgenden Jahren noch um 4,3 Prozent.
Durch die 43. Ausnahmeverordnung zur StVZO wurde am 18. März 1993 die Einbaumöglichkeit einer zusätzlichen zentralen Bremsleuchte in Deutschland geschaffen. Die StVZO schreibt (Stand 2016) in § 53 Abs. 2 nur zwei Bremsleuchten vor.
Im Dezember 1997 beschloss der Ministerrat der Europäischen Union, für ab dem 1. Januar 1998 erstmals zugelassene Personenkraftwagen eine am Heck angebrachte dritte Bremsleuchte für Neufahrzeuge vorzuschreiben. Die Vorschriften unter ECE-R48 (§ 6.7.2) für die hochgesetzte Bremsleuchte gelten als UN-Regelwerk und damit auch in den UNECE-Mitgliedsländern. Die dritte Bremsleuchte muss mindestens 850 mm über dem Boden bzw. maximal 150 mm unterhalb der Heckscheibe eingebaut sein und die Lichtstärke muss zwischen 25 und 110 cd (S 3) liegen.
Vorgänger der dritten Bremsleuchte waren die von Hella entwickelten hochgesetzten Zusatzbremsleuchten, deren paarweiser Einbau mindestens 1 m über der Fahrbahn ab 1. Januar 1980 zugelassen wurde.
Die zusätzlichen Bremsleuchten im Heck eines Fahrzeuges erreichten nie die Serienreife, sondern wurden als Anbausatz von etwa 5 bis 6 % der Autofahrer hinter der Heckscheibe im Fahrzeuginneren montiert. Durch die Richtlinie 84/8/EWG vom 18. Dezember 1983 durfte die Typgenehmigung mit Wirkung zum 1. April 1985 nicht mehr ausgestellt werden.
Über die im Volksmund auch „Pufflampen“ oder „Rentner-Funzeln“ genannten Leuchten gab es laut Spiegel massenhafte Beschwerden, weil die zusätzlichen Bremsleuchten bei regennasser Straße oder beschlagenen Scheiben zu einer erheblichen Blendung der nachfolgenden Fahrzeugführer beitrugen. Des Weiteren soll von Ärzten bemängelt worden sein, dass sich laienhaft montierte zusätzliche Bremsleuchten im Kollisionsfall zu einem gefährlichen Geschoss für die sich im Fahrzeuginneren befindenden Personen entwickeln können. Das oberste Gericht der Niederlande, der Hoge Raad, hat in seinem Urteil vom 26. Januar 1982 die „Benutzung von Zusatz-Bremsleuchten“ untersagt. Deutsche Urlauber mussten beim Grenzübergang entweder die Glühlampen aus den Zusatzleuchten entfernen oder die Kontakte unterbrechen.